# Achtäugiger Schlundegel
Der Achtäugige Schlundegel (Erpobdella octoculata), auch Hunde-Egel oder Rollegel genannt, ist eine Süßwasser-Egelart aus der Familie der Rollegel in der Ordnung der Schlundegel (Pharyngobdelliformes). Diese in Mitteleuropa häufig vorkommende Art wurde von Linnaeus im Jahr 1758 erstbeschrieben und bildet, insbesondere in saprobiell belasteten Bächen, dichte Populationen.

## Merkmale
Der Egel erreicht eine Körperlänge von 30 bis 70 Millimeter. Der Körper ist etwas abgeflacht und im hinteren Abschnitt seitlich gekielt, zum Vorderende hin schmaler und hier zylindrisch. Der hintere Saugnapf ist merklich größer als der vordere, beide sind seitlich nicht breiter als der Körper. Am Kopf sitzen auf der Oberseite acht Augen (wissenschaftl. Name!) in zwei Querreihen, diese bestehen aus einem becherartig eingestülpten Pigmentfleck, auf dem die photorezeptiven Zellen sitzen. Unter Lupenvergrößerung ist nur ein schwarzer Punkt erkennbar. Wie für Egel typisch besteht der Körper aus Segmenten, die sekundär in oberflächliche „Ringel“ (Annuli) gegliedert sind. Bei der Gattung Erpobdella besteht jedes Segment aus fünf Annuli, die im Unterschied zu verwandten Gattungen (Dina, Trocheta) gleich breit sind.
Der Rollegel ist sehr variabel von rotbraun bis grünlich gefärbt, es kommen gleichermaßen sehr hell und sehr dunkel gefärbte Tiere vor (polymorphe Art). Die bei weitem am häufigsten auftretenden Individuen zeigen auf der braunen Rückenseite ein Gitter-Muster gelber Pigmentflecken, das arttypisch ist, und wodurch der Rollegel meist von anderen Erpobdella-Arten unterschieden werden kann. Selten ist diese Zeichnung reduziert oder durch zwei undeutliche dunkle Längsbänder (ähnlich wie bei Erpobdella vilnensis) ersetzt. Farbe und Zeichnung verschwinden beim Konservieren, z. B. in Alkohol. Im Zweifelsfall sind die Tiere nach der Lage der Geschlechtsöffnungen (Gonoporen) zu bestimmen, die bei dieser Art am zwölften Segment und zweieinhalb Annuli voneinander entfernt liegen. Der Rollegel trägt auf der Oberfläche (Integument) keine erhöhten Papillen, aber gelegentlich kleine Warzen.

## Vorkommen
Der Rollegel kommt in einer Vielzahl von Gewässern, sowohl fließenden wie auch stehenden, vor; gegenüber dem Faktor Strömung ist er indifferent. Er kommt in Brackwasser mit einem Salzgehalt bis fünf Promille vor. In großen Flüssen wird er meist durch andere Schlundegel-Arten ersetzt, fehlt aber nicht vollständig.

## Systematische Stellung
Die von Linnaeus 1758 benannte Spezies repräsentiert die Typus-Art der Gattung Erpobdella, da sie in Bächen und Flüssen sehr häufig vorkommt und als erste, die Gattung definierende Art, beschrieben worden ist. Obwohl es zahlreiche Farb- und Pigment-Varianten gibt, die früher einmal als Unterarten beschrieben worden sind, wird E. octoculata L. 1758 heute als polymorphe Spezies betrachtet, die durch zahlreiche Varietäten gekennzeichnet ist. Die Ursachen für das Auftreten dieser Varianten sind unbekannt.

## Ökologie und Evolution
Ausgewachsene Individuen ernähren sich räuberisch, indem sie Mückenlarven (Chironomus sp.) und Schlammröhrenwürmer (Tubifex sp.) als Ganzes mit Hilfe ihres muskulösen Schlundes einsaugen. Da diese Beuteorganismen in mit Abwässern belasteten (eutrophierten) Gewässern besonders häufig vorkommen können, hat man dort dichte Populationen mit bis zu 900 Individuen/m² angetroffen. Der Egel saugt auch an größeren, toten Beuteorganismen, wie z. B. Regenwürmern, Wasserkrebsen oder Fischen, wobei Gewebeteile abgerissen und aufgenommen werden. Das Sexualverhalten dieser Hermaphroditen, d. h. Kopulation über Sperma-Injektionskanülen (traumatische Insemination), sowie Gender-Konflikte bzgl. der Männlichen-Weiblichen-Rolle, wurden beschrieben.
Einige Tage nach der Paarung produzieren die Schlundegel (von April bis Oktober) artspezifisch geformte, einförmig ovale, hellbraun gefärbte Kokons, aus denen 4 bis 6 Jungtiere schlüpfen. Die Ablage der Kokons wurde mehrfach beschrieben. Bei der Untersuchung von Aquarien-Populationen beobachtete der Evolutionsbiologe Ulrich Kutschera Anfang der 1980er Jahre, dass ausgewachsene Individuen, die keine Gelege produzieren, die entstehenden bzw. frisch abgelegten (weichen) Kokons von Artgenossen an- oder aufsaugen und somit zerstören. Mutteregel greifen eigene Kokons jedoch niemals an. Dieser innerartliche Kokon-Kannibalismus führt in gut ernährten, stetig wachsenden Fortpflanzungs-Gemeinschaften vermutlich zur Dichteregulation der Population.
Die mit E. octoculata nahe verwandte Art E. testacea bewohnt im Gegensatz zum Rollegel stehende Tümpel und zeigt vermutlich dasselbe Kokonfraß-Verhalten, das im Zusammenhang mit der Evolution der Brutpflege bei Rüsselegeln interpretiert wird. In Süddeutschland kann neben dem Rollegel auch der Freiburger Bächle-Egel (Trocheta intermedia Kutschera 2010) gefunden werden. Die beiden Schlundegel-Arten, die u. a. auf Grundlage ihrer Kokon-Morphologie leicht unterschieden werden können, besiedeln aber verschiedene Fließgewässer, d. h. sie repräsentieren räumlich getrennt vorkommende Egelarten mit einem ähnlichen Beutespektrum.